# カジエール
カジエール（伊: Casier）は、イタリア共和国ヴェネト州トレヴィーゾ県にある、人口約11,300人の基礎自治体（コムーネ）。

## 地理

### 位置・広がり
トレヴィーゾ県南部に位置するコムーネ。

#### 隣接コムーネ
隣接するコムーネは以下の通り。
- カザーレ・スル・シーレ
- プレガンツィオール
- シレーア
- トレヴィーゾ

### 気候分類・地震分類
気候分類では、zona E, 2375 GGに分類される。
また、イタリアの地震リスク階級 (it) では、zona 3 (sismicità bassa) に分類される。

## 姉妹都市
- Eaunes、フランス 2002年